# Sakura (imię)
Sakura (jap. さくら, サクラ) – popularne żeńskie imię japońskie, jest używane także jako nazwisko.

## Możliwa pisownia
Sakura można zapisać używając wielu różnych znaków kanji i może znaczyć m.in.:
jako imię
- 桜, „kwiat wiśni”[1] (morfologicznie pochodzące od 櫻)
- 櫻, „wiśnia”
- 咲良, „kwitnąć, dobry”

jako nazwisko
- 佐倉

## Znane osoby
o imieniu Sakura
- Sakura (właśc. Yasunori Sakurazawa), japoński perkusista
- Sakura Miyawaki (咲良), japońska piosenkarka
- Sakura Nogawa (さくら), japońska seiyū
- Sakura Numata (さくら), japońska siatkarka grająca na pozycji środkowej
- Sakura Tange (桜), japońska seiyū i piosenkarka
- Sakura Tsukuba (さくら), japońska mangaka

o nazwisku Sakura
- Momoko Sakura (さくら), japońska mangaka

## Fikcyjne postacie
o imieniu Sakura
- Sakura (桜), postać z mangi i anime Otome Yōkai Zakuro
- Sakura Haruno (サクラ), bohaterka mangi i anime Naruto
- Sakura Haruno (桜), główna bohaterka anime Wandaba Style
- Sakura Kitaōji (さくら), bohaterka anime Aikatsu!
- Sakura Kinomoto (桜), główna bohaterka mangi i anime Cardcaptor Sakura
- Sakura Kusakabe (桜), główna bohaterka anime Bokusatsu Tenshi Dokuro-chan
- Sakura Mamiya (桜), główna bohaterka mangi Rin-ne
- Sakura Matō (桜), główna bohaterka mangi i anime Fate/stay night
- Sakura Momomiya (さくら), postać z mangi i anime Tokyo Mew Mew
- Sakura Nanamine (桜), bohaterka mangi i anime Jibaku shōnen Hanako-kun
- Sakura Nishihori (さくら) / Bouken Różowy, główna bohaterka serialu tokusatsu Gōgō Sentai Boukenger
- Sakura Nozaki (さくら), bohaterka anime Inazuma Eleven Go Galaxy
- Sakura Ogawa (さくら), bohaterka visual novel Battle Royale
- Sakura Shinguji (さくら), bohaterka serii Sakura Wars
- Sakura Yoshino (さくら), bohaterka serii Da Capo

o nazwisku Sakura
- Mikan Sakura (佐倉), główna bohaterka mangi i anime Gakuen Alice
- Momoko Sakura (さくら), główna bohaterka mangi i anime Chibi Maruko-chan
- Kaede Sakura (沙倉), jedna z głównych bohaterek mangi i anime Kämpfer